# USS Benham (DD-49)
USS Benham (DD-49) – amerykański niszczyciel typu Aylwin będący w służbie United States Navy w czasie I wojny światowej. 
Okręt zwodowano 22 marca 1913 w stoczni William Cramp and Sons Ship and Engine Building Company w Filadelfii. Matką chrzestną była Edith Wallace Benham, córka patrona okrętu, kontradmirała Benhama. Jednostka weszła do służby 20 stycznia 1914, pierwszym dowódcą został Lieutenant Commander C. P. Train.
Po rejsie odbiorczym w rejonie Karaibów, "Benham" przeszedł do rezerwy 24 lipca 1914. Ponownie przeszedł do aktywnej służby 21 grudnia 1914, dołączył do Flotylli Torpedowej Floty Atlantyku i pełnił służbę patrolową i szkoleniową wzdłuż wschodniego wybrzeża USA. Ratował załogę z holenderskiego parowca "Blommersdijk" 8 października 1916 po tym jak statek został zatopiony przez niemiecki okręt podwodny U-53 w pobliżu Nowej Anglii. Okręt opuścił Tomkinsville 15 maja 1917 i po przejściu do Queenstown w Irlandii pełnił służbę patrolową do czasu przejścia do Brestu we Francji 10 czerwca 1918. Bazując w Breście pełnił służbę patrolową do końca I wojny światowej. 21 grudnia 1918 odpłynął do Stanów Zjednoczonych.
Dołączył do Floty Atlantyku na początku 1919 "Benham" i wziął udział w manewrach zanim przeszedł do rezerwy służbowej w Norfolk 28 czerwca 1919. Podczas 1921 pływał wzdłuż atlantyckiego wybrzeża USA do momentu przydzielenia do Eskadr Lotniczych (ang. Air Squadrons) Floty Atlantyku jako okręt obserwacji samolotów i tender. Zwolniony z tego przydziału w maju 1922 przeszedł do Filadelfii, gdzie został wycofany ze służby 7 lipca 1922.
Został rozebrany na złom w 1935, a pozostałości zostały sprzedane 23 kwietnia 1935.